# Szorstkozarodniczka rombowokryształkowa
Szorstkozarodniczka rombowokryształkowa (Trechispora stevensonii (Berk. & Broome) K.H. Larss.) – gatunek grzybów z monotypowego rzędu Trechisporales.

## Systematyka i nazewnictwo
Pozycja w klasyfikacji według Index Fungorum: Trechispora, Hydnodontaceae, Trechisporales, Incertae sedis, Agaricomycetes, Agaricomycotina, Basidiomycota, Fungi.
Po raz pierwszy opisali go w 1875 r. Miles Joseph Berkeley i Christopher Edmund Broome nadając mu nazwę Hydnum stevensonii. Obecną, uznaną przez Index Fungorum nazwę nadał mu w 1995 r. Karl-Henrik Larsson.
Synonimy:
- Hydnum stevensonii Berk. & Broome 1875
- Odontia stevensonii (Berk. & Broome) Rea 1922[2].

Nazwę polską zaproponował Władysław Wojewoda 2003 r.

## Morfologia
Owocnik
Rozpostarty (resupinowaty) o średnicy kilku cm, cienki, kruchy, łatwo dający się oddzielić od podłoża. Brzeg jest biały, mączystoziarnisty lub włóknisty. Hymenium u teleomorfy jest ząbkowane lub kolczaste z izolowanymi kolcami o wysokości do 7 mm, początkowo białe, później czasami ochrowe. Anamorfa tworząca konidia tworzy kosmate, białe lub białawe poduszeczki lub małe kępki. Często występuje jednocześnie z teleomorfą.
Cechy mikroskopowe
Zarodniki stadium płciowego (bazydiospory) o wymiarach 3–4,5 × 2,5–3,5 µm, owalne, pokryte odległymi kolcami. Konidia powstają przez odrywanie końcowych komórek strzępek. Mają nieregularny (wielokątny) kształt i są w przybliżeniu tej samej wielkości co bazydiospory lub nieco większe.
Gatunki podobne
Szorstkozarodniczka śnieżysta (Trechispora nivea) i szorstkozarodniczka mączysta (Trechispora farinacea). Nie tworzą stadium bezpłciowego i konidiów.

## Występowanie
Stwierdzono występowanie Trechispora stevensonii w Ameryce Północnej, Europie, Azji, Afryce, na Antarktydzie i Nowej Zelandii. Najwięcej jego stanowisk podano w Europie. W Polsce W. Wojewoda w 2003 r. przytacza tylko jedno stanowisko podane przez K.H. Larssona w Białymstoku w 1995 r. Według W. Wojewody rozprzestrzenienie tego gatunku i stopień jego zagrożenia w Polsce nie są znane. Bardziej aktualne stanowiska podaje internetowy atlas grzybów. Zaliczony w nim jest do gatunków zagrożonych i wartych objęcia ochroną.
Nadrzewny grzyb saprotroficzny. Rośnie dość obficie na drewnie liściastym i iglastym. Preferuje wilgotne miejsca.